# Grand Prix automobile de Suisse 1951
GP précédent GP suivant
Le Grand Prix automobile de Suisse 1951 (XI Grosser Preis der Schweiz), disputé le 27 mai 1951 sur le circuit de Bremgarten, est la huitième épreuve du championnat du monde de Formule 1 courue depuis 1950 et la première manche du championnat 1951. Il s'agit de la deuxième édition du Grand Prix de Suisse comptant pour le championnat du monde de Formule 1.

## Contexte avant le Grand Prix

### Le championnat du monde
Le championnat du monde de Formule 1, créé l'année précédente, va se disputer sur huit épreuves : sept Grands Prix ont été retenus, ainsi que les 500 miles d'Indianapolis, course encore courue sous une réglementation dérivée de l'ancienne 'Formule Internationale'. Le Grand Prix de Grande Bretagne ayant été repoussé en juillet, le Grand Prix de Suisse constitue cette saison l'épreuve inaugurale, trois jours avant Indianapolis. Le championnat promet d'être plus disputé que l'an passé, la suprématie des Alfa Romeo Alfetta (principalement aux mains de Giuseppe Farina, champion en titre, et de son dauphin Juan Manuel Fangio) étant désormais contestée par les récentes Ferrari 375 F1 à moteur atmosphérique (menées par Alberto Ascari et Luigi Villoresi), un peu moins puissantes mais bien plus sobres.
Si le championnat débute seulement fin mai, les principaux protagonistes se sont déjà mesurés à plusieurs reprises, la saison ayant commencé le 11 mars, lors du Grand Prix de Syracuse (remporté par la Ferrari de Villoresi, en l'absence des Alfa Romeo). Parmi les épreuves les plus importantes, le pilote milanais a également remporté le Grand Prix de Pau, disputé le 26 mars, son coéquipier Ascari s'étant quant à lui imposé lors du Grand Prix de San Remo. Les Alfa Romeo ont entamé leur saison plus tardivement, lors de l'International Trophy disputé à Silverstone, mais la finale fut stoppée après six tours à cause de la grêle et le résultat (première place pour la Ferrari Thin Wall de Reg Parnell) annulé. Alfa Romeo et Ferrari sont les deux seuls constructeurs officiellement représentés en ce début de saison, après le retrait de Maserati et la mise en liquidation judiciaire de Talbot (dont les voitures d'usine ont toutes été vendues en début d'année). Ces deux marques sont toutefois régulièrement représentées par le biais d'écuries ou de pilotes privés. Farina a notamment remporté le Grand Prix de Paris le 20 mai sur sa Maserati personnelle, devant la Talbot-Lago de José Froilán González.

### Le circuit
Ce circuit au parcours accidenté comportant des secteurs pavés accueille le Grand Prix de Suisse depuis 1934. Long de plus de sept kilomètres, inchangé par rapport à l'année précédente, il est réputé pour sa difficulté et ses nombreux pièges.

## Monoplaces en lice
- Alfa Romeo 159 "Usine"

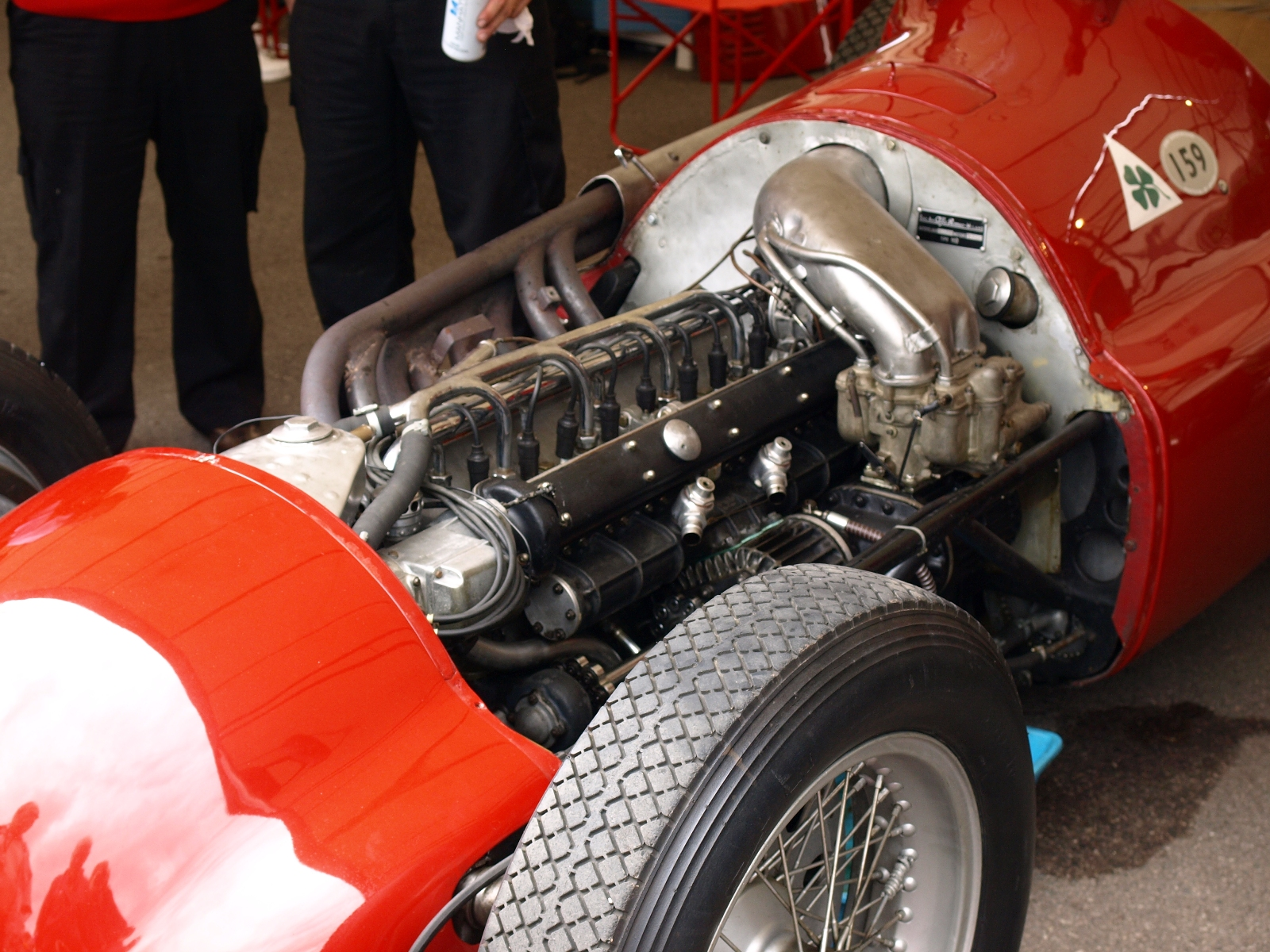
Favorite du championnat, l'Alfetta dispose pour 1951 d'un moteur de plus de 400 chevaux.

L'Alfetta dispose désormais de la dernière évolution moteur, apparue l'an passé lors du grand prix d'Italie, la pression de suralimentation a été augmentée et la puissance dépasse maintenant les 400 chevaux. Ce moteur exige un carburant très riche, la consommation en est encore accrue. Un réservoir latéral de soixante-quinze litres a été ajouté pour pallier le problème de l'autonomie, portant la capacité à deux cent vingt-cinq litres de carburant. La suspension arrière a été modifiée (type de Dion), afin d'améliorer la motricité. Cette dernière version de l'Alfetta est baptisée 159.
L'usine engage ici quatre modèles pour le champion du monde Giuseppe Farina (qui bénéficie d'une version spéciale avec réservoirs auxiliaires de carburant portant la capacité à trois cent vingt litres), Juan Manuel Fangio, le pilote essayeur Consalvo Sanesi et le pilote local Emmanuel de Graffenried. Luigi Fagioli, qui compte près de cinquante-trois ans, a été relégué au rôle de pilote de réserve, tout comme le directeur sportif Battista Guidotti. 
- Ferrari 375 F1 "Usine"

Apparue au Grand Prix d'Italie 1950, la Ferrari 375 s'est montrée d'emblée une concurrente redoutable pour les Alfa Romeo. Dans sa version 1951, le V12 atmosphérique dispose d'un double allumage, la puissance annoncée est de 350 chevaux en ce début de saison. La Scuderia Ferrari a engagé trois voitures : deux modèles 1951 pour Alberto Ascari et Luigi Villoresi, et un modèle 1950 (simple allumage, 330 chevaux) pour Piero Taruffi. Beaucoup plus sobres que les Alfetta, ces voitures peuvent accomplir la distance du Grand Prix (305 km) avec moins de deux cents litres de carburant, sans devoir ravitailler.
Cette course s'annonce difficile pour Ascari, sérieusement brûlé au bras lors d'une course de voitures de sport disputée à Gênes la semaine précédente, gros handicap sur ce circuit exigeant.
Deux Ferrari privées participent également à cette course : Peter Whitehead sur sa 125 F1 à compresseur, et le pilote suisse Rudi Fischer sur une monoplace dotée d'un V12 atmosphérique de deux litres et demi, engagée par l'Écurie Espadon.
- Maserati 4CLT-48

L'usine a renoncé à engager ses vieillissantes 4CLT-48, apparues trois ans plus tôt. La marque est néanmoins représentée par Enrico Platé, qui a amené deux voitures pour Louis Chiron et Harry Schell.
- Talbot-Lago T26C

Depuis quelques mois, l'usine de Suresnes est en dépôt de bilan, et les monoplaces T26C-DA d'usine ont été vendues à des pilotes indépendants. Louis Rosier et Johnny Claes participent à la course avec un de ces derniers modèles, cinq autres clients habituels de la marque sont également présents à Berne. Ces monoplaces, en version double allumage, développent environ 280 chevaux.
- HWM "Usine"

Le petit constructeur britannique HWM a engagé deux de ses monoplaces de formule 2 pour Stirling Moss et George Abecassis, dont c'est la première participation en championnat du monde.
- Veritas Meteor

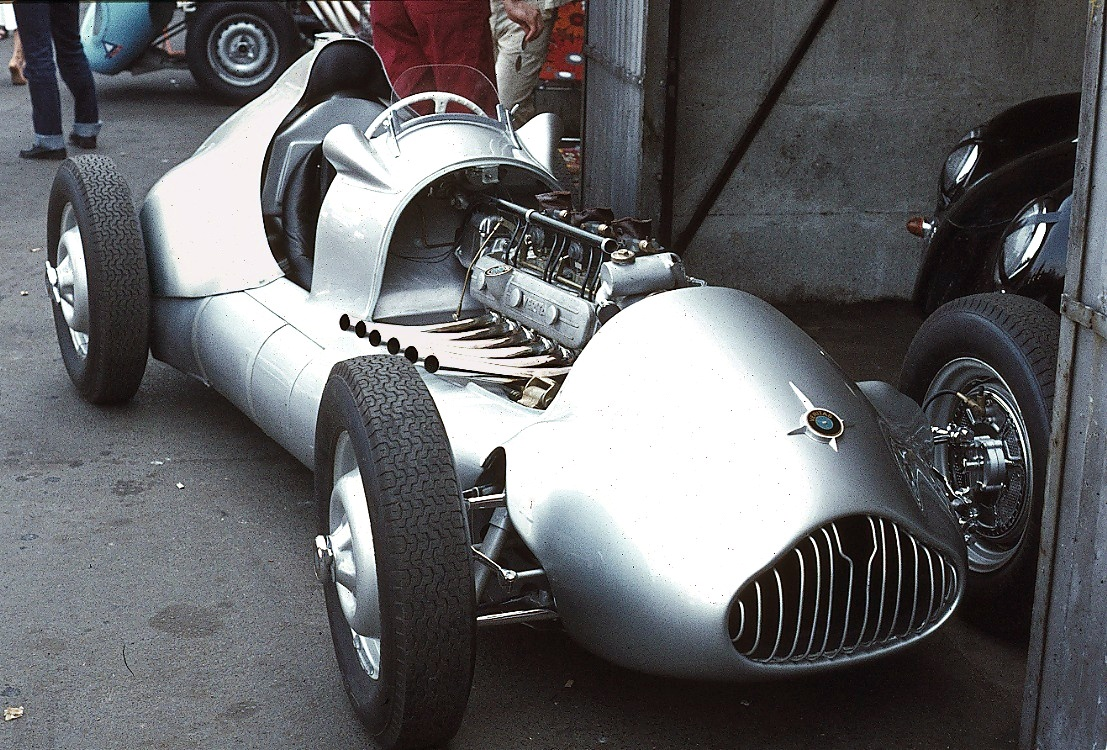
Les formules 2 sont également admises à Bremgarten, ici une Veritas Meteor semblable à celle que pilote Peter Hirt pour cette course.

L'Écurie Espadon a engagé une Veritas Meteor pour le pilote suisse Peter Hirt. Cette monoplace de formule 2 est équipée d'un moteur six cylindres de deux litres de cylindrée.
- Les absentes

Amédée Gordini avait initialement inscrit deux Simca-Gordini T15 pour cette course, mais a finalement renoncé à les amener.
L'équipe British Racing Motors est absente, toujours en proie à des problèmes de mise au point et de fiabilité avec ses surpuissantes P15 à moteur V16.

## Coureurs inscrits
| no | Pilote                  | Écurie           | Constructeur  | Modèle              | N° châssis | Moteur         | Pneumatiques |
| -- | ----------------------- | ---------------- | ------------- | ------------------- | ---------- | -------------- | ------------ |
| 2  | Johnny Claes            | Écurie Belge     | Talbot-Lago   | Talbot-Lago T26C-DA | 110 052    | Talbot L6      | D            |
| 4  | Philippe Étancelin      | Privé            | Talbot-Lago   | Talbot-Lago T26C-DA | 110 054    | Talbot L6      | D            |
| 6  | Yves Giraud-Cabantous   | Privé            | Talbot-Lago   | Talbot-Lago T26C    | 110 009    | Talbot L6      | D            |
| 8  | Louis Rosier            | Écurie Rosier    | Talbot-Lago   | Talbot-Lago T26C-DA | 110 053    | Talbot L6      | D            |
| 10 | Henri Louveau           | Écurie Rosier    | Talbot-Lago   | Talbot-Lago T26C    | 110 001    | Talbot L6      | D            |
| 12 | George Abecassis        | HW Motors        | HWM           | HWM 51              | 3          | Alta L4        | D            |
| 14 | Stirling Moss           | HW Motors        | HWM           | HWM 51              | 1          | Alta L4        | D            |
| 16 | Peter Whitehead         | Privé            | Ferrari       | Ferrari 125         | 114        | Ferrari V12s   | D            |
| 18 | Luigi Villoresi         | Scuderia Ferrari | Ferrari       | Ferrari 375 F1      | 375/5      | Ferrari V12    | P            |
| 20 | Alberto Ascari          | Scuderia Ferrari | Ferrari       | Ferrari 375 F1      | 375/4      | Ferrari V12    | P            |
| 22 | Nino Farina             | Alfa Romeo SpA   | Alfa Romeo    | Alfa Romeo 159      | 115        | Alfa Romeo L8s | P            |
| 24 | Juan Manuel Fangio      | Alfa Romeo SpA   | Alfa Romeo    | Alfa Romeo 159      | 111        | Alfa Romeo L8s | P            |
| 26 | Emmanuel de Graffenried | Alfa Romeo SpA   | Alfa Romeo    | Alfa Romeo 159      | 112        | Alfa Romeo L8s | P            |
| 28 | Consalvo Sanesi         | Alfa Romeo SpA   | Alfa Romeo    | Alfa Romeo 159      | 117        | Alfa Romeo L8s | P            |
| 30 | Louis Chiron            | Enrico Platé     | Maserati      | Maserati 4CLT-48    | 1601       | Maserati L4s   | P            |
| 32 | Harry Schell            | Enrico Platé     | Maserati      | Maserati 4CLT-48    | 1598       | Maserati L4s   | P            |
| 38 | Rudi Fischer            | Écurie Espadon   | Ferrari       | Ferrari 212         | 110        | Ferrari V12    | P            |
| 40 | Guy Mairesse            | Écurie Belgique  | Talbot-Lago   | Talbot-Lago T26C    | 110 002    | Talbot L6      | D            |
| 42 | José Froilán González   | Privé            | Talbot-Lago   | Talbot-Lago T26C-GS | 110 055    | Talbot L6      | D            |
| 44 | Piero Taruffi           | Scuderia Ferrari | Ferrari       | Ferrari 375 F1      | 375/2      | Ferrari V12    | P            |
| 46 | Francis Rochat          | Privé            | Simca-Gordini | Simca-Gordini T11   | 4-GC       | Gordini L4     | E            |
| 48 | Robert Manzon           | Équipe Gordini   | Simca-Gordini | Simca-Gordini T15   | 14-GC      | Gordini L4s    | E            |
| 50 | André Simon             | Équipe Gordini   | Simca-Gordini | Simca-Gordini T15   | 11-GC      | Gordini L4s    | E            |
| 52 | Peter Hirt              | Écurie Espadon   | Veritas       | Veritas Meteor      | 4202       | Veritas L6     |              |

## Qualifications
Deux journées de qualifications sont organisées, les vendredi et samedi précédant la course. Le temps est radieux durant ces deux jours. Ascari étant handicapé par ses brûlures et Taruffi pilotant une version de l'année passée, à simple allumage, les espoirs de la Scuderia Ferrari reposent sur Luigi Villoresi, qui réalise le meilleur temps le vendredi devant les pilotes Alfa Romeo. Le samedi, Juan Manuel Fangio et Giuseppe Farina se montrent nettement plus rapides que la veille au volant de leurs puissantes Alfetta, et relèguent Villoresi à l'extérieur de la première ligne. À plus de 168 km/h de moyenne sur ce circuit difficile, Fangio a relégué le champion du monde Farina à près de deux secondes, et Villoresi à plus de trois secondes. Les deux autres Alfa Romeo de Consalvo Sanesi et Emmanuel de Graffenried occupent la seconde ligne devant les deux autres Ferrari officielles de Piero Taruffi et Alberto Ascari, qui s'élanceront en troisième ligne, aux côtés de Louis Rosier, premier des indépendants au volant de sa Talbot personnelle.
| Pos. | no | Pilote                  | Écurie      | Temps        | Écart    |
| ---- | -- | ----------------------- | ----------- | ------------ | -------- |
| 1    | 24 | Juan Manuel Fangio      | Alfa Romeo  | 2 min 35 s 9 | -        |
| 2    | 22 | Giuseppe Farina         | Alfa Romeo  | 2 min 37 s 8 | + 1 s 9  |
| 3    | 16 | Luigi Villoresi         | Ferrari     | 2 min 39 s 3 | + 3 s 4  |
| 4    | 28 | Consalvo Sanesi         | Alfa Romeo  | 2 min 40 s 3 | + 4 s 4  |
| 5    | 38 | Emmanuel de Graffenried | Alfa Romeo  | 2 min 41 s 8 | + 5 s 9  |
| 6    | 44 | Piero Taruffi           | Ferrari     | 2 min 45 s 2 | + 9 s 3  |
| 7    | 16 | Alberto Ascari          | Ferrari     | 2 min 46 s 0 | + 10 s 1 |
| 8    | 8  | Louis Rosier            | Talbot-Lago | 2 min 52 s 7 | + 16 s 8 |
| 9    | 16 | Peter Whitehead         | Ferrari     | 2 min 52 s 9 | + 17 s 0 |
| 10   | 38 | Rudi Fischer            | Ferrari     | 2 min 54 s 1 | + 18 s 2 |
| 11   | 10 | Henri Louveau           | Talbot-Lago | 2 min 56 s 2 | + 20 s 3 |
| 12   | 4  | Philippe Étancelin      | Talbot-Lago | 2 min 57 s 3 | + 21 s 4 |
| 13   | 42 | José Froilán González   | Talbot-Lago | 2 min 57 s 3 | + 21 s 4 |
| 14   | 14 | Stirling Moss           | HWM-Alta    | 2 min 58 s 4 | + 22 s 5 |
| 15   | 6  | Yves Giraud-Cabantous   | Talbot-Lago | 3 min 00 s 3 | + 24 s 4 |
| 16   | 38 | Peter Hirt              | Veritas     | 3 min 01 s 6 | + 25 s 7 |
| 17   | 32 | Harry Schell            | Maserati    | 3 min 02 s 4 | + 26 s 5 |
| 18   | 2  | Johnny Claes            | Talbot-Lago | 3 min 02 s 5 | + 26 s 6 |
| 19   | 30 | Louis Chiron            | Maserati    | 3 min 03 s 8 | + 27 s 9 |
| 20   | 12 | George Abecassis        | HWM-Alta    | 3 min 05 s 1 | + 29 s 2 |
| 21   | 40 | Guy Mairesse            | Talbot-Lago | 3 min 12 s 0 | + 36 s 1 |

## Grille de départ du Grand Prix
| 1re ligne | Pos. 3                            |                                     | Pos. 2                             |                                  | Pos. 1                            |
|           | Villoresi Ferrari 2 min 39 s 3    |                                     | Farina Alfa Romeo 2 min 37 s 8     |                                  | Fangio Alfa Romeo 2 min 35 s 9    |
| 2e ligne  |                                   | Pos. 5                              |                                    | Pos. 4                           |                                   |
|           |                                   | Graffenried Alfa Romeo 2 min 41 s 8 |                                    | Sanesi Alfa Romeo 2 min 40 s 3   |                                   |
| 3e ligne  | Pos. 8                            |                                     | Pos. 7                             |                                  | Pos. 6                            |
|           | Rosier Talbot-Lago 2 min 52 s 7   |                                     | Ascari Ferrari 2 min 46 s 0        |                                  | Taruffi Ferrari 2 min 45 s 2      |
| 4e ligne  |                                   | Pos. 10                             |                                    | Pos. 9                           |                                   |
|           |                                   | Fischer Ferrari 2 min 54 s 1        |                                    | P.Whitehead Ferrari 2 min 52 s 9 |                                   |
| 5e ligne  | Pos. 13                           |                                     | Pos. 12                            |                                  | Pos. 11                           |
|           | González Talbot-Lago 2 min 57 s 3 |                                     | Étancelin Talbot-Lago 2 min 57 s 3 |                                  | Louveau Talbot-Lago 2 min 56 s 2  |
| 6e ligne  |                                   | Pos. 15                             |                                    | Pos. 14                          |                                   |
|           |                                   | Cabantous Talbot-Lago 3 min 00 s 3  |                                    | Moss HWM 2 min 58 s 4            |                                   |
| 7e ligne  | Pos. 18                           |                                     | Pos. 17                            |                                  | Pos. 16                           |
|           | Claes Talbot-Lago 3 min 02 s 5    |                                     | Schell Maserati 3 min 02 s 4       |                                  | Hirt Veritas 3 min 01 s 6         |
| 8e ligne  |                                   | Pos. 20                             |                                    | Pos. 19                          |                                   |
|           |                                   | Abecassis HWM 3:05.1                |                                    | Chiron Maserati 3 min 03 s 8     |                                   |
| 9e ligne  |                                   |                                     |                                    |                                  | Pos. 21                           |
|           |                                   |                                     |                                    |                                  | Mairesse Talbot-Lago 3 min 12 s 0 |

## Déroulement de la course
Malgré une pluie très soutenue, 150 000 spectateurs assistent à la course. Sur les 305 kilomètres à parcourir, les Alfa Romeo vont devoir ravitailler une fois, sauf celle de Farina qui dispose de réservoirs auxiliaires et qui embarque plus de 300 litres de méthanol. Au sein de la Scuderia Ferrari, on a procédé à un échange : Piero Taruffi va piloter la voiture d'Alberto Ascari, ce dernier, trop handicapé par ses brûlures au bras pour espérer un bon résultat, s'élancera donc au volant d'une monoplace de l'an passé.
Dès le départ, Fangio s'installe en tête, devant ses coéquipiers Farina et Sanesi. Soulevant d’impressionnantes gerbes d'eau, les trois pilotes Alfa Romeo achèvent le premier tour dans cet ordre, devançant la Ferrari de Luigi Villoresi et la quatrième Alfetta pilotée par le pilote local Emmanuel de Graffenried. Vient ensuite Ascari, qui éprouve de grandes difficultés à piloter sa Ferrari à cause de ses douloureuses blessures. Son coéquipier Taruffi a été distancé au départ, mais semble à l'aise sur cette piste détrempée et s'emploie à regagner quelques places malgré une visibilité très réduite. Durant les cinq premières boucles, Farina parvient à rester dans le sillage de Fangio, mais celui-ci va alors commencer à accentuer le rythme et prendre ses distances à raison d'une seconde au tour. Au sixième tour Villoresi parvient à dépasser l'Alfa de Sanesi, tandis que Taruffi poursuit sa remontée et prend le meilleur sur Ascari au neuvième.
Au treizième tour, Villoresi percute une haie et doit abandonner, alors que Taruffi dépasse Graffenried et s'empare de la quatrième place, puis de la troisième au tour suivant, ayant doublé Sanesi. Farina est toujours en seconde position, désormais à plus de quinze secondes de Fangio. Ce dernier, qui doit ravitailler, accélère encore le rythme, et en huit tours porte son avance à une quarantaine de secondes. Il effectue son arrêt au vingt-troisième tour, et repart quelques secondes après le passage de Farina. Ce dernier ne parvient pas longtemps à garder le commandement, Fangio reprend la tête au cours du vingt-neuvième tour, distançant immédiatement son coéquipier, qui est maintenant directement menacé par Taruffi. Au quarantième passage, le pilote Ferrari est revenu à deux longueurs, et s’empare peu après de la seconde place. Fangio, souverain sous la pluie (meilleur tour à 153 km/h de moyenne), l'emporte avec près d'une minute d'avance sur Taruffi, auteur d'une course très courageuse. Farina, qui a considérablement ralenti en fin de course, est troisième, loin devant ses coéquipiers Sanesi et Graffenried, qui terminent nettement distancés.
Malgré ses brûlures, Ascari est parvenu à effectuer toute la course, qu'il achève en sixième position, bénéficiant de la sortie de route (sans gravité) de Peter Whitehead, qui le précédait, lors de son trente-septième passage. Henri Louveau fut également victime d'une sortie de route, plus sérieuse, lors du trente-et-unième tour, sa Talbot s’étant retournée : jambe cassée, le pilote français mettra alors un terme à sa carrière. À noter la course méritante de Stirling Moss, auteur d'un sans-faute et huitième pour ses débuts en championnat du monde sur la modeste HWM de formule 2.

### Classements intermédiaires
Classements intermédiaires des monoplaces aux premier, cinquième, dixième, quinzième, vingtième-cinquième et trentième tours,.

### Classement de la course

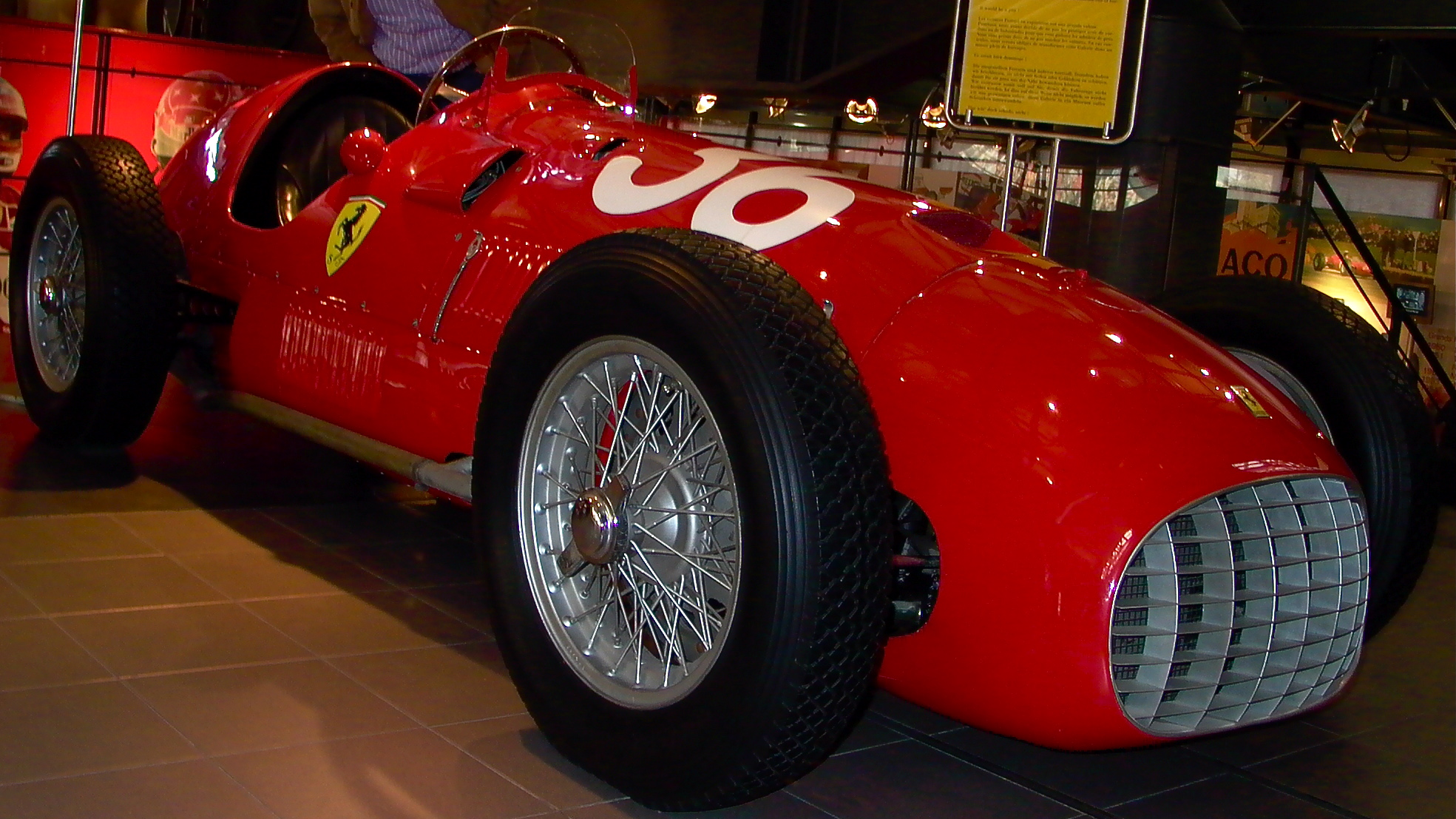
La Ferrari 375 F1, deuxième de l'épreuve grâce à la belle prestation de Piero Taruffi.

| Pos. | no | Pilote                | Voiture     | Tours | Temps/Abandon                        | Grille | Points |
| ---- | -- | --------------------- | ----------- | ----- | ------------------------------------ | ------ | ------ |
| 1    | 24 | Juan Manuel Fangio    | Alfa Romeo  | 42    | 2 h 07 min 53 s 64 (143,444 km/h)    | 1      | 9      |
| 2    | 44 | Piero Taruffi         | Ferrari     | 42    | 2 h 08 min 48 s 88 (+ 55 s 24)       | 6      | 6      |
| 3    | 22 | Nino Farina           | Alfa Romeo  | 42    | 2 h 09 min 12 s 95 (+ 1 min 19 s 31) | 2      | 4      |
| 4    | 28 | Consalvo Sanesi       | Alfa Romeo  | 41    | 2 h 09 min 27 s 1 (+ 1 tour)         | 4      | 3      |
| 5    | 26 | Toulo de Graffenried  | Alfa Romeo  | 40    | 2 h 08 min 05 s 7 (+ 2 tours)        | 5      | 2      |
| 6    | 20 | Alberto Ascari        | Ferrari     | 40    | 2 h 10 min 59 s 0 (+ 2 tours)        | 7      |        |
| 7    | 30 | Louis Chiron          | Maserati    | 40    | 2 h 11 min 20 s 2 (+ 2 tours)        | 19     |        |
| 8    | 14 | Stirling Moss         | HWM-Alta    | 40    | 2 h 11 min 25 s 0 (+ 2 tours)        | 14     |        |
| 9    | 8  | Louis Rosier          | Talbot-Lago | 39    | 2 h 08 min 04 s 6 (+ 3 tours)        | 8      |        |
| 10   | 4  | Philippe Etancelin    | Talbot-Lago | 39    | 2 h 10 min 59 s 9 (+ 3 tours)        | 12     |        |
| 11   | 38 | Rudi Fischer          | Ferrari     | 39    | 2 h 11 min 41 s 4 (+ 3 tours)        | 10     |        |
| 12   | 32 | Harry Schell          | Maserati    | 38    | 2 h 09 min 43 s 4 (+ 4 tours)        | 17     |        |
| 13   | 2  | Johnny Claes          | Talbot-Lago | 35    | + 7 tours                            | 18     |        |
| 14   | 40 | Guy Mairesse          | Talbot-Lago | 31    | + 11 tours                           | 21     |        |
| Abd. | 16 | Peter Whitehead       | Ferrari     | 36    | Accident                             | 9      |        |
| Abd. | 10 | Henri Louveau         | Talbot-Lago | 30    | Accident                             | 11     |        |
| Abd. | 12 | George Abecassis      | HWM-Alta    | 23    | Magnéto                              | 20     |        |
| Abd. | 6  | Yves Giraud Cabantous | Talbot-Lago | 14    | Allumage                             | 15     |        |
| Abd. | 18 | Luigi Villoresi       | Ferrari     | 12    | Accident                             | 3      |        |
| Abd. | 42 | José Froilán González | Talbot-Lago | 10    | Pompe à huile                        | 13     |        |
| Abd. | 52 | Peter Hirt            | Veritas     | 0     | Distribution d'essence               | 16     |        |

Légende :
- Abd.=Abandon

### Pole position et record du tour
- Pole position :  Juan Manuel Fangio en 2 min 35 s 9 (vitesse moyenne : 168,108 km/h). Temps réalisé lors de la seconde journée d'essais[6].
- Meilleur tour en course :  Juan Manuel Fangio en 2 min 51 s 1 (vitesse moyenne : 153,174 km/h) au trente-troisième tour.

#### Évolution du record du tour en course
Le meilleur tour fut amélioré dix fois au cours de l'épreuve, le record de la journée étant établi juste avant que la pluie ne réapparaisse.

### Tours en tête
- Juan Manuel Fangio : 37 tours (1-23 / 29-42)
- Giuseppe Farina : 5 tours (24-28)

## Classement général à l'issue de la course
| Pos. | Pilote                  | Écurie     | Points | SUI | 500 | BEL | FRA | GBR | ALL | ITA | ESP |
| ---- | ----------------------- | ---------- | ------ | --- | --- | --- | --- | --- | --- | --- | --- |
| 1    | Juan Manuel Fangio      | Alfa Romeo | 9      | 9*  |     |     |     |     |     |     |     |
| 2    | Piero Taruffi           | Ferrari    | 6      | 6   |     |     |     |     |     |     |     |
| 3    | Giuseppe Farina         | Alfa Romeo | 4      | 4   |     |     |     |     |     |     |     |
| 4    | Consalvo Sanesi         | Alfa Romeo | 3      | 3   |     |     |     |     |     |     |     |
| 5    | Emmanuel de Graffenried | Alfa Romeo | 2      | 2   |     |     |     |     |     |     |     |

- attribution des points : 8, 6, 4, 3, 2 respectivement aux cinq premiers de chaque épreuve et 1 point supplémentaire pour le pilote ayant accompli le meilleur tour en course (signalé par un astérisque)

## À noter
- 4e victoire en championnat du monde pour Juan Manuel Fangio.
- 3e hat trick en championnat du monde pour Juan Manuel Fangio.
- 7e victoire en championnat du monde pour Alfa Romeo en tant que constructeur.
- 7e victoire en championnat du monde pour Alfa Romeo en tant que motoriste.
- 1er Grand Prix de championnat du monde pour Stirling Moss.